# Leggenda del soldato trasportato

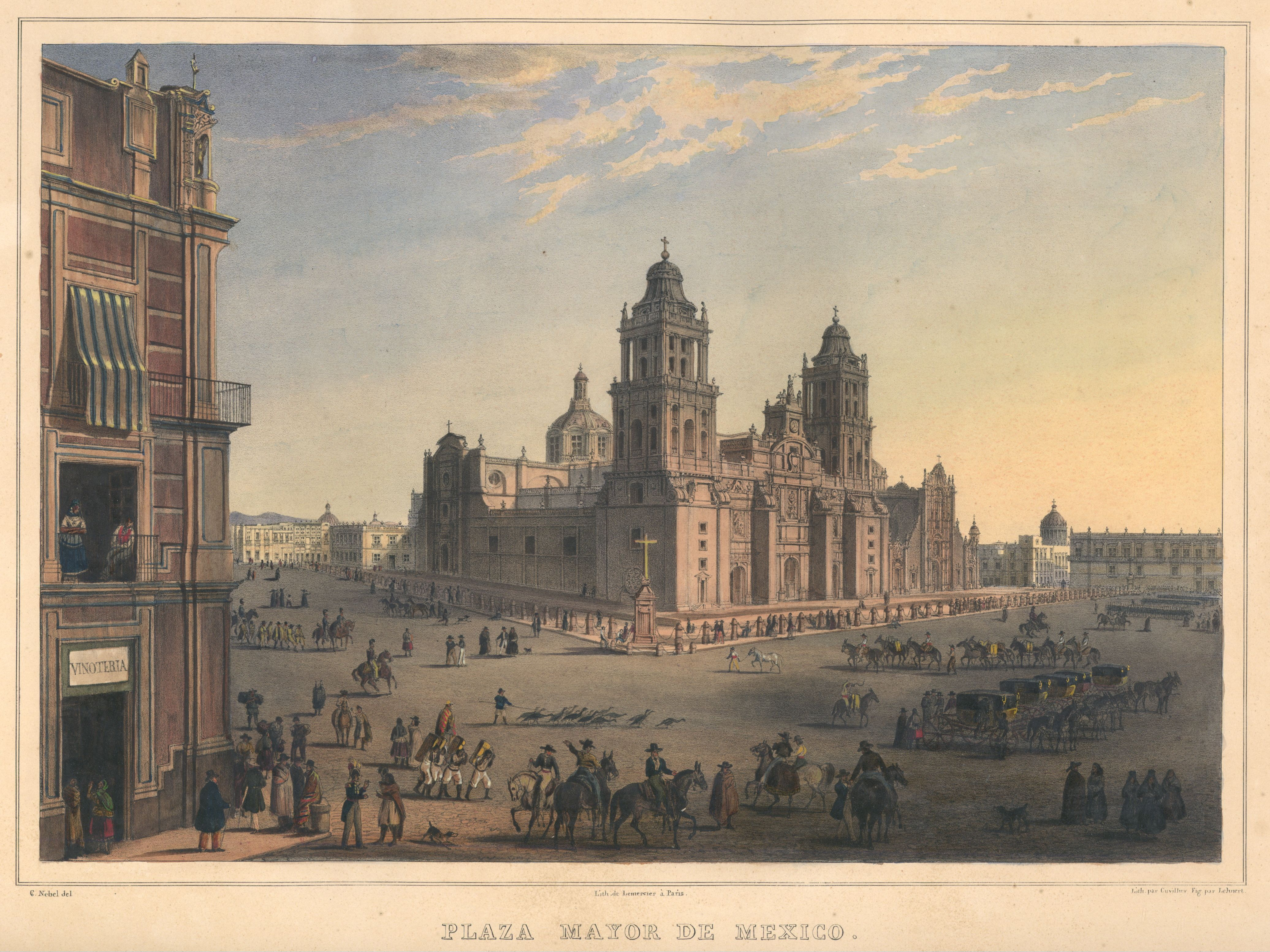
La Plaza Mayor dove il soldato apparve secondo la leggenda (dipinto del 1836)

La leggenda del soldato trasportato è una leggenda metropolitana secondo la quale nell'ottobre del 1593 un soldato dell'Impero spagnolo (di nome Gil Pérez, secondo una versione del 1908) sarebbe stato misteriosamente teletrasportato da Manila nelle Filippine all'odierno Zócalo di Città del Messico.

## Storia
Il 24 ottobre 1593 il soldato stava montando la guardia al palazzo del Governatore a Manila nel Capitanato Generale delle Filippine. La sera precedente, il governatore Gómez Pérez Dasmariñas era stato assassinato da pirati cinesi, ma le guardie ancora custodivano il palazzo in attesa della nomina di un nuovo governatore.
Ad un tratto il soldato cominciò a sentirsi stordito ed esausto, si appoggiò al muro e si fermò per un momento con gli occhi chiusi. Quando li riaprì pochi secondi dopo, si ritrovò a Città del Messico, nel Vicereame del Messico, a migliaia di chilometri di distanza. Alcune guardie lo notarono con indosso un'uniforme straniera e iniziarono a interrogarlo su chi fosse. La notizia dell'assassinio del Governatore delle Filippine non era ancora arrivata al popolo di Città del Messico ma, secondo quanto riferito, il soldato interrogato indossava l'uniforme delle guardie del palazzo di Manila e sapeva della sua morte.
Le autorità lo misero in cella per diserzione e con l'accusa di essere un servo del diavolo. Mesi dopo, la notizia della morte del governatore arrivò fino in Messico per mezzo del galeone di Manila proveniente dalle Filippine e uno dei passeggeri riconobbe il soldato imprigionato, affermando di averlo visto nelle Filippine il giorno successivo alla morte del Governatore. Alla fine il soldato venne rilasciato dalle autorità e poté tornare a casa.

## Sviluppi
Nel 1908 Thomas Allibone Janvier, uno studioso del folklore, descrisse la leggenda nell'edizione del 1908 di Harper's Magazine affermando come fosse "attuale tra tutte le classi della popolazione della Città del Messico" e notando come riportasse dei motivi ricorrenti nel folklore messicano.
Lo scrittore Washington Irving ne I racconti dell'Alhambra incluse la storia "Il Governatore Manco e il soldato", che presenta delle analogie con la leggenda.
Diversi scrittori hanno proposto spiegazioni paranormali per la storia: Morris K. Jessup e Brinsley Le Poer Trench suggerirono il rapimento alieno mentre Colin Wilson e Gary Blackwood ipotizzarono il teletrasporto.

## Confutazione e critiche
È stato appurato che non esistono documenti storici dell'epoca che attestino il nome del soldato teletrasportato. Tale situazione appare strana, tenuto conto della straordinaria esperienza di Gil Perez, oltre al fatto che il suo arresto da parte della Santa Inquisizione avrebbe dovuto essere registrato nei documenti storici. La leggenda è invece frutto di aneddoti e storie senza fonti, pertanto non può essere confermata dagli storici.
Inoltre, ci sono molte incongruenze nella vicenda, come ad esempio, il fatto che Perez Das Mariñas fu ucciso sulla sua nave per mano dei suoi marinai cinesi ammutinati e non dai pirati. Das Mariñas inoltre morì il 25 ottobre 1593 (non il 24 ottobre). Gil Perez è un nome fittizio poiché non ci sono dati sulla sua esistenza nelle cronache. Infine, trovandosi il soldato originariamente a Manila, lo stesso non avrebbe potuto assistere all'assassinio del governatore, avvenuto in mare a 24 leghe di distanza da Manila.
Alcune fonti dicono infatti che la vicenda fu raccontata oltre 100 anni dopo il suo verificarsi; altre fonti affermano invece che le autorità messicane abbiano documentato immediatamente l'evento, ma senza fornire dettagli su come rintracciare tali documenti. Per tali motivi, la leggenda appare sospetta e non credibile.